# 野田町 (千葉県)
野田町（のだまち）は千葉県の北西部、東葛飾郡に属していた町。現在の野田市の中部に位置していた。現在の野田市は1950年に新設合併されたものであり、本町とは異なる自治体である。

## 地理
千葉県の北西部に位置し、西に江戸川が位置し、東武野田線が南北に縦断している。
- 河川：江戸川

## 歴史
- 1889年（明治22年）4月1日 - 町村制施行により、野田町、堤台村、中野台村、清水村の一部、上花輪村の一部、桜台村の一部、今上村の一部が合併し東葛飾郡野田町が成立する。
- 1900年（明治33年）12月8日 - 野田人車鉄道が開業する。
- 1911年（明治44年）5月9日 - 千葉県営軽便鉄道が開通し、野田町駅が開業する。
- 1917年（大正6年）12月7日 - 野田醤油株式会社（現在のキッコーマン）が設立する。
- 1922年-1928年（大正11年-昭和3年） - 野田醤油労働争議が発生する。
- 1925年（大正14年）9月1日 - 野田人車鉄道が廃止となる。
- 1929年（昭和4年）9月1日 - 愛宕駅および清水公園駅が開業する。

- 1950年（昭和25年）5月3日 - 東葛飾郡旭村、梅郷村および七福村と合併し野田市を新設する。

## 経済

### 産業
農業
『大日本篤農家名鑑』によれば野田町の篤農家は、「宮野三五郎、門倉音吉、茂木七郎、斎藤倉吉、高梨孝右衛門」などである。
商工業
- 醤油
- 野田の醤油醸造

『資産家地主総覧』によれば野田町の商工人は、「青山茂助、荒木惣次郎、荒木半次郎、飯田市郎左衛門、石塚喜兵衛、石塚浪右衛門、伊東熊次郎、大塚金蔵、門倉岡平、駒崎藤次郎、杉崎善太郎、杉崎弥八、杉崎くめ、下田森右衛門、高梨兵左衛門、戸邊吉右衛門、戸邊五右衛門、戸邊與三郎、中川仲右衛門、中野長兵衛、中村善之助、中村富士三郎、平井助次郎、前田恒七、南寅次郎、茂木七左衛門、茂木七郎右衛門、茂木佐平治、茂木七郎治、茂木房五郎、茂木勇右衛門、茂木利平、茂木林蔵、谷ヶ崎治郎吉、矢部由之助、山崎甚右衛門、山下平兵衛、山下富三郎、米川金蔵」である（50音順）。
企業
- キノエネ醤油
- 野田人車鉄道
- 野田醤油（現・キッコーマン）

## 交通

### 鉄道路線
- 中心となる駅：野田町駅
- 東武野田線
  - - 清水公園駅 - 愛宕駅 - 野田町駅 -

### 道路
- 流山街道 - 現在の千葉県道5号松戸野田線および千葉県道17号結城野田線

## 名所・旧跡・観光スポット・祭事・催事
- 愛宕神社・西光院
- 須加神社
- 琴平神社
- 津久舞
- 長命寺・太子堂
- 桜木神社
- 金乗院
- 清水公園
- 山崎貝塚

## 出身・ゆかりのある人物
- 中野栄三郎（野田醤油社長）
- 中野長兵衛（千葉県多額納税者、醤油問屋業）
- 初代茂木啓三郎（日本醤油社長）
- 六代茂木七郎右衛門（資産家、千葉県多額納税者、野田醤油初代社長）
- 茂木七郎治（野田運輸、花畑乗合自動車各代表、野田商誘銀行支配人）
- 茂木七郎治（肥料商、野田商誘銀行支配人）
- 茂木順三郎（千葉県多額納税者、柏屋商事社長、千秋社理事）
- 四代茂木房五郎（千葉県多額納税者、野田商誘銀行、野田醤油各取締役）
- 五代茂木房五郎（千葉県多額納税者、野田醤油社長、千秋社理事）
- 山下平兵衛（千葉県多額納税者、甲子醤油代表社員）